# クレオパトラ2世

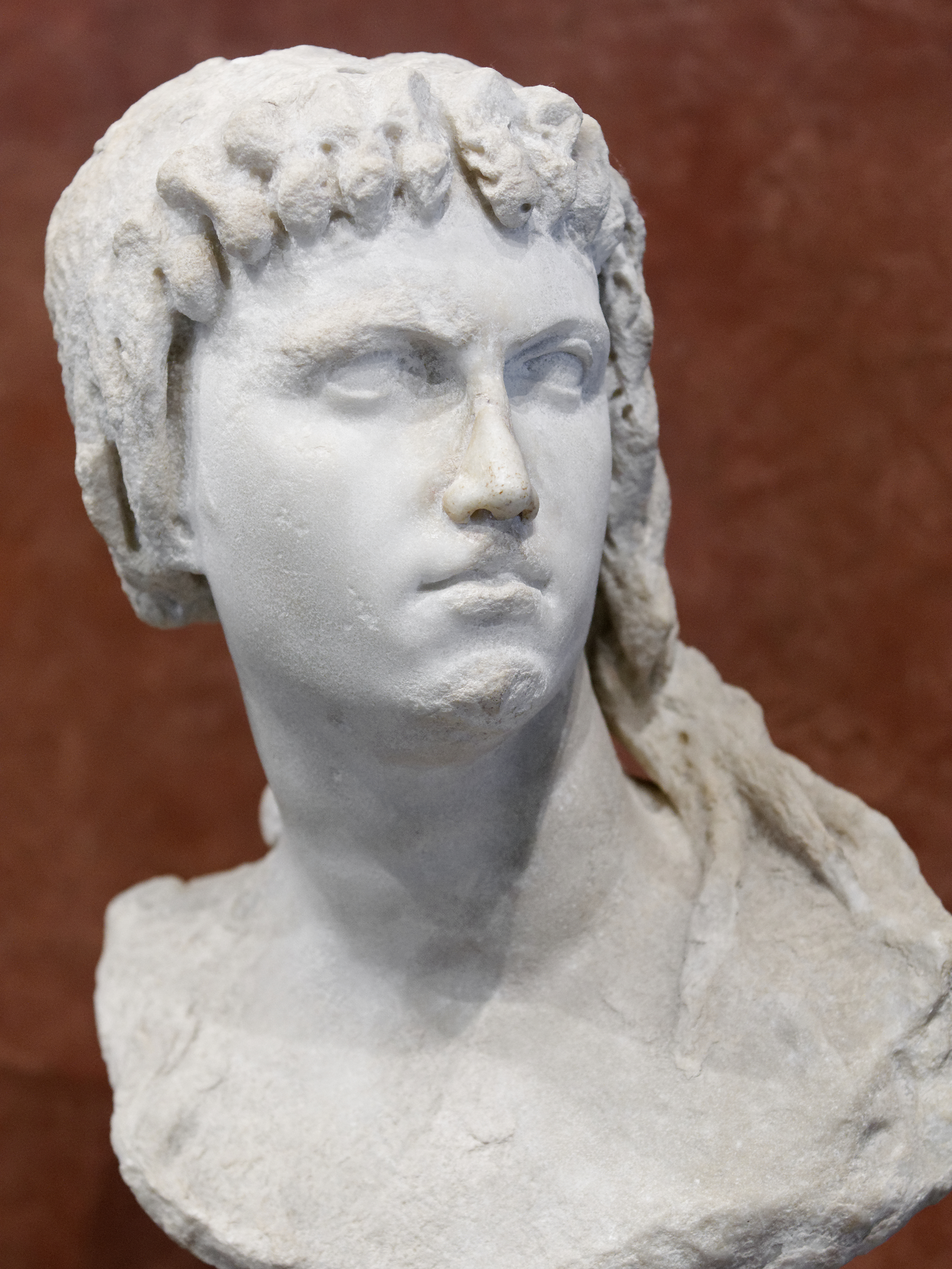
クレオパトラ2世（ルーブル美術館）

クレオパトラ2世（ギリシア語: Κλεοπάτρα Β'、ラテン文字表記：Cleopatra II Philometora Soteira、紀元前185年頃 - 紀元前116年）は、古代エジプト、プトレマイオス朝のファラオ・女王（在位：紀元前173年 - 紀元前164年、紀元前163年 - 紀元前127年、紀元前124年 - 紀元前116年）。父はプトレマイオス5世、母はクレオパトラ1世。プトレマイオス6世フィロメトル・プトレマイオス8世フュスコンの姉妹で、それぞれの后となった。プトレマイオス6世との子にプトレマイオス7世、クレオパトラ3世コッケ、クレオパトラ・テアがいる。

## 生涯
紀元前173年、プトレマイオス6世フィロメトルと結婚。紀元前170年、夫の弟プトレマイオス8世フュスコンとの共同統治の下、シリアのアンティオコス4世との戦争に臨む。紀元前168年、ローマの援助もあり、シリアの侵略を退けることに成功した。その後、夫とフュスコンの権力闘争が激化し、ローマ調停の下で夫フィロメトルがエジプトの統治者となる（紀元前163年）。
紀元前145年、夫フィロメトルが死去し、キュレネ王となっていたフュスコンと結婚し、統治者とした。この際、プトレマイオス7世はフュスコンとクレオパトラ2世の結婚式の日に殺害されたと言われる。紀元前142年、フュスコンが、クレオパトラ2世の娘クレオパトラ3世コッケを后としたため、フュスコン・コッケとの関係が悪化した。
紀元前131年、クレオパトラ2世は夫に対する反乱を起こし、フュスコンとコッケを追放して、フュスコンとの子プトレマイオス・メンフィティスを王と宣言した。メンフィティスはまもなくフュスコンに殺害され、彼女はシリアのデメトリオス2世と同盟を結んだ。紀元前127年にはシリアへ逃走するも、紀元前124年、フュスコンとの和解が成立。フュスコン・コッケとの三頭体制が復活し、紀元前116年、夫の死後まもなく死去した。